# Alexandre-Theóphile Vandermonde
Alexandre-Theóphile Vandermonde (Paris, 28 de fevereiro de 1735 — Paris, 1 de janeiro de 1796) foi um matemático francês. Foi, também, músico e químico, tendo trabalhado nessa área com Bézout e Lavoisier. Iniciou-se na matemática em 1770.
O seu nome está associado principalmente com o determinante, em teoria matemática. 
Vandermonde foi um violinista, e se envolveu com a matemática apenas no ano de 1770. Em Mémoire sur la résolution des équations (1771) ele relata a função simétrica e a solução de polinômios ciclotômicos; esse artigo antecipou a Teoria de Galois. Em Remarques sur des problèmes de situation (1771) ele estudou o problema do cavalo. No mesmo ano ele foi eleito para a Academia Francesa de Ciências. Mémoire sur des irrationnelles de différents ordres avec uneapplication au cercle (1772) foi sobre análise combinatória, e Mémoire sur l'élimination(1772) sobre os fundamentos da teoria dos determinantes. Esses artigos foram apresentados à Académie des Sciences, e constituem todos os seus trabalhos publicados na matemática. O determinante de Vandermonde não faz uma aparência explícita.
Uma categoria especial de matrizes, a matriz de Vandermonde são nomeadas em sua homenagem, como é um facto elementar de combinatória, identidade de Vandermonde.

## Obras
1. Mémoire sur la résolution des équations (1771), onde aborda as funções simétricas e a solução de polinômios ciclotômicos;
2. Remarques sur des problèmes de situation (1771);
3. Le Mémoire sur des irrationnelles de différens ordres avec une application au cercle (1772)
4. Mémoire sur l'élimination (1772), onde descreve bases para a teoria dos determinantes.